# SimCity 4
SimCity 4, fra Maxis er en visuel og funktionel forbedring af SimCity 3000. Men konceptet er stadig det samme som det altid har været: At opbygge en velfungerede by, fra landsby til storby.

## Overblik

### Infrastruktur og transport
Der er en vifte af muligheder for, at udforme sin infrastruktur og transportsystemer i SimCity 4. Naturligvis skal man anlægge veje, men der findes både gader, veje, ensrettede gader, boulevarder, landeveje, moterveje og hævede motorveje. Derudover kan man anlægge jernbane- og metronet, så indbyggerne kan komme til og fra arbejde. Sidst, men ikke mindst, kan man også placere busstationer rundt i svært trafikerede områder.

### Bolig, butikker og industri
For at skabe en by, skal man afmærke områder. Man kan enten vælge boligområder, hvor indbyggerne kan bo. Man kan vælge kommercielle områder, hvor der opstår butikker (og dermed jobmuligheder), og man kan anlægge industriområder, hvor der bliver arbejdspladser og fabrikker.
Samtidig, kan man også afmærke om hvor tæt bebygningen skal være (densiteten), i henhold til tre niveauer. Jo tættere, jo dyrere er grunden at afmærke.

### Andre Bygninger
Ud over at man kan zone beboelsesområder og lignende, skal man selvfølgelig også sørge for at der er en politistation, en brandstation, en skole, et hospital og et bibliotek i nærheden, i store kulturstader, kan man også placere museer. Man kan også når man har mange penge, vælge at bygge nogle seværdigheder i byen. Der er et bredt udvalg af kendte bygninger i kataloget, man kan bygge i byen. De gør ikke noget godt, eller noget dårligt, de er der bare.

### Forsyning
Udover alt andet, skal alle bygninger selvfølgelig også have vand og strøm. Strøm kan fås ved at bygge kraftværker og trække elledninger over vand eller sletter, du kan vælge at bygge vindmøller, naturgas- ,kul-, atom-, sol- og brintkraftværker. Alle zoner er forsynet med strømledninger under jorden, så man ikke længere behøver at bygge elmaster til at føre strøm over gaderne/vejene. Man behøver kun at trække elmaster fra et kraftværk indtil udkanten af byen, så bliver hele byen forsynet.
Vandet fås ved at bygge vandtårne/pumper, og derefter lægge vandrør i byens undergrund. Der kan i industriområder og i meget trafikerede områder dog forekomme vandforurening, men dette kan bekæmpes med et vandrensningsanlæg.

## Sprog
SimCity 4 er det første spil i SimCity-serien der er udkommet i en ren dansk version (dog med nogle små stavefejl), hvor al tekst i spillet var på dansk. Forgængeren SimCity 3000 fandtes i en svensk version, og havde dansk manual, men i SimCity 4 var hele spillet oversat til dansk.
Oversættelsen af spillet har dog ikke været perfekt. Undervejs i spillet møder man således fra tid til anden forskellige stave-, grammatik- og oversættelsesfejl. Som et eksempel benævnes brandbilerne i spillet som "motorer", der angiveligt er oversat fra det engelske "engines", der kan betyde både motor og brandbil.

## Plugins
Det er muligt at installere samtlige plug-ins. Et af de mest brugte er NetworkAddonMod (forkortet NAM), som bl.a. udvider spillets transportmuligheder.

## Links
- Simtropolis – en stor Sim City 4 community Arkiveret 31. maj 2015 hos  Wayback Machine
- SC4 Devotion – en Sim City 4 fansite, hjem for flere teams: NAM, BSC, NHP... Arkiveret 19. juli 2011 hos  Wayback Machine
- EA Games hjemmeside om Sim City. Arkiveret 17. juli 2011 hos  Wayback Machine